# Macrotoma gerstaeckeri
Macrotoma gerstaeckeri là một loài bọ cánh cứng trong họ Cerambycidae.